# 周瓌
周瓌（？—937年9月1日），又作周环，五代十国后晋官员，晋阳人。
周瓌年轻时端厚，善于书写计算，石敬瑭历任藩镇，用为心腹，官至牙门都校，钱粮出纳，都交给他管理十余年，未尝有纰漏。石敬瑭即位，命他权判三司事，他以自己才轻而任重，推辞三司之职。石敬瑭命他权总河阳三城事，数月后，改授安州安遠軍節度使。有惠政，御军严格，境内得安。威和指挥使王晖领部下屯兵安陆，周瓌至安州，待他甚厚。范延光在魏博造反，张从宾在汜水作乱，王晖以周瓌是石敬瑭的元勋，天福二年七月廿四甲戌日，于治所杀害周瓌。自己总管州事，以范延光胜则依附，败则渡江逃走。襄阳安从进派遣行军司马张朏，会合复州兵截击，李金全奉诏赶来，尹晖掠夺城中财帛士女，想要投奔江南，被部下所杀。李金全尽杀其党。石敬瑭赠周瓌太傅。